# Cmentarz ewangelicko-augsburski w Kochowie
Cmentarz ewangelicko-augsburski w Kochowie – cmentarz założony w I poł. XIX wieku we wsi Kochowo, głównie na potrzeby mieszkańców wsi pochodzenia niemieckiego.

## Położenie
Cmentarz wyznaczony jest na planie prostokąta o powierzchni 0,12 ha i znajduje się wśród pól, po południowej stronie drogi biegnącej przez miejscowość, 600 metrów od skrzyżowania z drogą powiatową Słupca - Giewartów. Najstarszy nagrobek na cmentarzu, to pomnik postawiony na miejscu pochówku Emmy Stiller w 1870, jednak istnieje tam wiele niezidentyfikowanych i nie zachowanych do dzisiaj grobów. Na początku lat 90. XX wieku wiele grobów zostało zlikwidowanych na skutek ekshumacji i przenoszenia prochów zmarłych przez potomków pochowanych tam ludzi. 

## Renowacja
Cmentarz został częściowo odnowiony przez młodzież z Publicznego Gimnazjum w Drążnej w ramach konkursu „Działania proekologiczne i prokulturowe w ramach strategii rozwoju obszarów wiejskich” zorganizowanego przez samorząd Województwa Wielkopolskiego. 14 czerwca 2007 roku odbyła się tu ekumeniczna uroczystość, będąca zarazem podsumowaniem prac i podziękowaniem dla osób zaangażowanych w przywracanie nekropolii jej dawnej świetności.